# We Will Always Love You
We Will Always Love You è il terzo album in studio del gruppo musicale australiano The Avalanches, pubblicato nel 2020.

## Tracce
1. Ghost Story (featuring Orono) – 1:23
2. Song for Barbara Payton – 1:40
3. We Will Always Love You (featuring Blood Orange) – 2:52
4. The Divine Chord (featuring MGMT & Johnny Marr) – 3:07
5. Solitary Ceremonies – 1:14
6. Interstellar Love (featuring Leon Bridges) – 3:38
7. Ghost Story Pt. 2 (featuring Orono & Leon Bridges) – 1:15
8. Reflecting Light (featuring Sananda Maitreya & Vashti Bunyan) – 4:21
9. Carrier Waves – 0:57
10. Oh the Sunn! (featuring Perry Farrell) – 2:18
11. We Go On (featuring Cola Boyy & Mick Jones) – 4:01
12. Star Song.IMG – 0:10
13. Until Daylight Comes (featuring Tricky) – 2:27
14. Wherever You Go (featuring Jamie xx, Neneh Cherry & Clypso) – 5:50
15. Music Makes Me High – 3:21
16. Pink Champagne – 0:12
17. Take Care in Your Dreaming (featuring Denzel Curry, Tricky & Sampa the Great) – 5:00
18. Overcome – 3:31
19. Gold Sky (featuring Kurt Vile) – 4:28
20. Always Black (featuring Pink Siifu) – 3:36
21. Dial D for Devotion (featuring Karen O) – 0:31
22. Running Red Lights (featuring Rivers Cuomo & Pink Siifu) – 4:39
23. Born to Lose – 4:53
24. Music Is the Light (featuring Cornelius & Kelly Moran) – 3:08
25. Weightless – 2:57

## Samples
- We Will Always Love You contiene estratti di I'll Take You Any Way That You Come, brani di William "Smokey" Robinson interpretato da Smokey Robinson e the Miracles; e estratti di Hammond Song, brano scritto e composto da Margaret A. Roche e interpretato dai The Roches.
- The Divine Chord contiene parti di It's Love That Really Counts (In the Long Run), scritta da Hal David e Burt Bacharach, interpretata da the Shirelles.
- Interstellar Love contiene samples di Eye in the Sky, canzone scritta da Alan Parsons e Eric Woolfson, interpretata da the Alan Parsons Project.
- Reflecting Lights include un sample di Glow Worms, scritta e interpretata da Vashti Bunyan.
- Until Daylight Comes contiene un sample di Sunshine, scritta da Robin Achampong e Delroy Murray, interpretata da Total Contrast.
- Wherever You Go contiene un sample di Opening Greeting da Voyager Golden Record, con voce di Kurt Waldheim e contiene anche elementi di Magalenha di Carlinhos Brown.
- Music Makes Me High contiene un sample di Music Makes Me High scritta da Nelson B. Miller e interpretata da Salty Miller; ed estratti di Keep On Holdin' On, scritta da Stu Gardner e Billi Rucker, interpretata da The Devoted Souls.
- Gold Sky ha un sample tratto da Last Train Home, scritta da Pat Metheny e interpretata dal Pat Metheny Group.
- Born to Lose contiene un sample di Bad Bad News scritta da Leon Bridges, Eric Frederic, Nate Mercereau, Wayne Hector, Austen Jenkins, Joshua Block e Chris Vivion; e contiene elementi di Electric Counterpoint: I. Fast, scritta da Steve Reich e interpretata da Mats Bergström. Essa inoltre include samples di Moon River, celebre canzone scritta da Henry Mancini e Johnny Mercer, interpretata nella versione di Frank Ocean.
- Music Is the Light contiene un sample di Music Is the Light, scritta ed interpretata da Sharon Lewis.